# Liste des sites Natura 2000 de l'Indre
Cet article recense les sites Natura 2000 de l'Indre, en France.

## Statistiques
L'Indre compte 9 sites classés Natura 2000.
7 bénéficient d'un classement comme site d'intérêt communautaire (SIC), 2 comme zone de protection spéciale (ZPS).

## Liste
| Site                                                                           | Type | Superficie (ha) | Fiche     | Coordonnées                      | Photo |
| ------------------------------------------------------------------------------ | ---- | --------------- | --------- | -------------------------------- | ----- |
| Coteaux, bois et marais calcaires de la Champagne Berrichonne                  | SIC  | +05 008,        | FR2400520 | 46° 54′ 26″ nord, 2° 20′ 08″ est |       |
| Grande Brenne                                                                  | SIC  | +58 052,        | FR2400534 | 46° 45′ 55″ nord, 1° 13′ 52″ est |       |
| Îlots de marais et coteaux calcaires au nord-ouest de la Champagne Berrichonne | SIC  | +00314,         | FR2400531 | 46° 58′ 15″ nord, 1° 56′ 26″ est |       |
| Site à chauves-souris de Valencay-Lye                                          | SIC  | +0 0000,4       | FR2400533 | 47° 09′ 23″ nord, 1° 33′ 43″ est |       |
| Vallée de l'Anglin et affluents                                                | SIC  | +04 139,        | FR2400535 | 46° 33′ 00″ nord, 1° 10′ 20″ est |       |
| Vallée de la Creuse et affluents                                               | SIC  | +05 283,        | FR2400536 | 46° 34′ 26″ nord, 1° 31′ 57″ est |       |
| Vallée de l'Indre                                                              | SIC  | +01 599,        | FR2400537 | 46° 51′ 39″ nord, 1° 26′ 40″ est |       |
| Brenne                                                                         | ZPS  | +58 311,        | FR2410003 | 46° 46′ 00″ nord, 1° 14′ 30″ est |       |
| Plateau de Chabris / La Chapelle-Montmartin                                    | ZPS  | +16 669,        | FR2410023 | 47° 14′ 06″ nord, 1° 40′ 37″ est |       |